# Tender Moments
Tender Moments – ósmy album studyjny amerykańskiego pianisty jazzowego McCoya Tynera, wydany po raz pierwszy w 1968 roku z numerem katalogowym BST 84275 nakładem Blue Note Records.

## Powstanie
Materiał na płytę został zarejestrowany 1 grudnia 1967 roku przez Rudy’ego Van Geldera w należącym do niego studiu (Van Gelder Studio) w Englewood Cliffs w stanie New Jersey. Produkcją albumu zajął się Francis Wolff.

## Lista utworów
Opracowano na podstawie materiału źródłowego.
Wydanie LP
Strona A
| Nr | Tytuł utworu          | Muzyka      | Długość |
| -- | --------------------- | ----------- | ------- |
| 1. | „Mode to John”        | McCoy Tyner | 5:40    |
| 2. | „Man from Tanganyika” | Tyner       | 6:51    |
| 3. | „The High Priest”     | Tyner       | 6:05    |
|    |                       |             | 18:36   |

Strona B
| Nr | Tytuł utworu        | Muzyka | Długość |
| -- | ------------------- | ------ | ------- |
| 1. | „Utopia”            | Tyner  | 7:30    |
| 2. | „All My Yesterdays” | Tyner  | 6:02    |
| 3. | „Lee Plus Three”    | Tyner  | 5:36    |
|    |                     |        | 19:08   |

## Twórcy
Opracowano na podstawie materiału źródłowego.
Muzycy:
- McCoy Tyner – fortepian
- Lee Morgan – trąbka
- Herbie Lewis – kontrabas
- Joe Chambers – perkusja
- Julian Priester – puzon (A1-B2)
- Bob Northern – róg (A1-B2)
- Howard Johnson – tuba (A1-B2)
- James Spaulding – saksofon altowy, flet (A1-B2)
- Bennie Maupin – saksofon tenorowy (A1-B2)

Produkcja:
- Francis Wolff – produkcja muzyczna, fotografia na okładce
- Rudy Van Gelder – inżynieria dźwięku
- Forlenza Venosa Associates – projekt okładki
- Leonard Feather – liner notes